# Going Places
Going Places är ett musikalbum från 1998 med  Jacob Karlzon Trio.

## Låtlista
Alla låtar utom spår 9 och 10 är skrivna av Jacob Karlzon.
1. How Innocent We Are – 7:25
2. Epepe – 3:47
3. Restless – 6:33
4. Flowers from the Sky – 7:46
5. Force Majeure – 7:37
6. Clouds in the East – 6:24
7. Notown Hang-Outs – 6:58
8. Seasons of the Heart – 6:43
9. Elsewhere Came Home (Jacob Karlzon/Mattias Svensson/Peter Danemo) – 1:56
10. Dead Man Walking (Jacob Karlzon/Mattias Svensson/Peter Danemo) – 3:53

## Medverkande
- Jacob Karlzon – piano, Fender Rhodes, hammondorgel
- Mattias Svensson – bas
- Peter Danemo – trummor, slagverk